# Transport kolejowy w Iraku

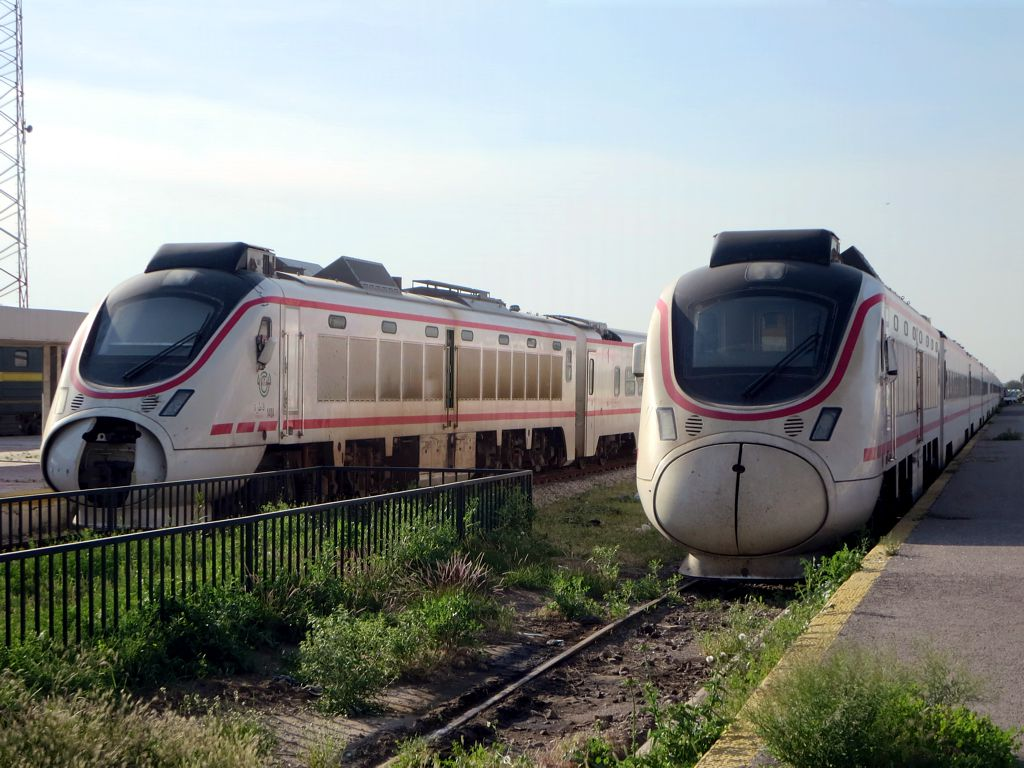
Chińskie składy w Basrze

Transport kolejowy w Iraku – system transportu kolejowego działający na terenie Iraku.
W Iraku istnieje 2272 km linii kolejowych. Wszystkie linie są niezelektryfikowane. Linie mają normalny rozstaw szyn – 1435 mm. Państwowy przewoźnik to Iraqi Republic Railways.

## Infrastruktura
Sieć kolejowa Iraku składa się z 5 głównych linii:
- Bagdad – Bajdżi – Mosul – Rabieh (524 km)
- Bagdad - Hella - Diwanija - Samawa - Nasirijja - Basra - Umm Kasr (609 km)
- Bagdad – Al-Ka’im – Alkashat (520 km)
- Haqlaniyah – Bajdżi – Kirkuk (252 km)

## Historia
Pierwsza linia kolejowa w osmańskim wówczas Iraku powstała w 1914 roku i połączyła Bagdad z Samarrą. Następnie (do grudnia 1918 roku) linię przedłużono na północ, wzdłuż Tygrysu do Bajdżi.
Od 1916 roku Brytyjczycy rozpoczęli budować linie wąskotorowe o rozstawie metrowym, w tym linię z Basry do Nasiriji. Po zakończeniu I wojny światowej została przedłużona na północ od Ur do Bagdadu. Budowę przedłużenia zakończono 16 stycznia 1920 roku.
Drugą linią wąskotorową powstałą czasie I wojny światowej, był odcinek z Bagdadu na wschód i północny wschód do granicy z Persją. Po wojnie wschodni koniec tej linii został przekierowany do Chanakinu. W 1925 roku otwarto przedłużenie od Dżalauly do Kirkuku.
W 1936 roku wznowiono prace nad połączeniem linii Bagdad – Bandżi z Syrią. Odcinek Tel Kotchek – Badżi otwarto 15 lipca 1940 roku.
W czerwcu 1949 roku otwarto linię Kirkuk – Arbil.
W październiku 1950 roku w Bagdadzie otwarto wspólny most drogowo-kolejowy na rzece Tygrys, który ostatecznie połączył linie wąskotorowe na wschodnim i zachodnim brzegu.
W 1958 roku ukończono budowę mostu w Baqubah na Tygrysie.
W kwietniu 1968 roku ukończono budowę linii normalnotorowej Bagdad – Basra.